# ジョン・サリバン
ジョン・サリバン（英語: John Sullivan, 1740年2月17日 - 1795年1月23日）は、アメリカ独立戦争で大陸軍の将軍であり、大陸会議の代議員、ニューハンプシャー州知事を務めた。1779年に、大陸軍に反旗を翻したイロコイ族インディアンの町を焼き尽くしたサリバン遠征を率いたことで知られている。

## 生い立ちと初期の経歴
サリバンは校長の3番目の息子として生まれた。ニューハンプシャーのポーツマスでサミュエル・リバモアについて法律を学び、ダーラムに移動した1764年に実務を始めた。サリバンは町でただ一人の弁護士だったので、多くの抵当物件関連の訴訟を扱った青年時代は、多くの隣人をうるさがらせることになった。しかし、1772年までに地域での基盤ができあがると、地域社会の改善のために働き始めた。1773年にはアレクサンダー・スキャメルがサリバンの法律事務所に加わった。
サリバンはダーラムを代表してニューハンプシャー植民地議会に出席し、当時の知事ジョン・ウェントワースとの友情を作り上げた。アメリカ独立戦争が近いことを感じると、急進派の方向に進んでいった。1774年、最初の植民地議会が開かれ、サリバンを大陸会議代議員として送り出した。
1775年、サリバンは第二次大陸会議にも出席したが、6月に准将に任命され、ボストン包囲戦を継続中の大陸軍に加わることになった。

## アメリカ独立戦争
1776年の春、イギリス軍がボストンから撤退すると、ジョージ・ワシントン将軍は急死したジョン・トーマス将軍の後任として、サリバンをカナダ方面軍の指揮官として送り出した。サリバンは病人が多く疲れ切った将兵を引き継ぐことになり、トロワリビエールの戦いではイギリス軍に対する反撃に失敗し、残兵を率いてクラウンポイントまで撤退した。大陸会議は失敗したカナダ侵攻作戦の責任を負うべき者を探しており、これがサリバンと大陸会議との軋轢の初めとなった。サリバンは潔白を証明し8月9日には少将に昇進した。
サリバンはワシントンの軍隊に再度加わり、イギリス軍のウィリアム・ハウ将軍がニューヨークを攻撃しようとしている事態に対し、ロングアイランド防衛軍の指揮を任された。しかし、8月23日にワシントンがその部隊の指揮をサリバンとイズラエル・パットナム将軍の2人に分けることにした。この結果が命令系統の混乱に繋がり、4日後のロングアイランドの戦いで敗戦となった。サリバン個人の勇猛さは疑いもないものであり、ドイツ人傭兵部隊を前に両手に拳銃を持って戦った。しかしこの英雄的な戦い振りのあとで捕虜となってしまった。
仮釈放された捕虜としてサリバンは、イギリス軍のリチャード・ハウ提督を通じ、大陸会議に手紙を送った。その手紙の結果としてスタテンアイランドで行われた停戦協議は9月に物別れとなり、大陸会議の特にジョン・アダムズなどの代議員がサリバンに落ち度があるものとしてしまった。

### 主部隊での従軍
サリバンは捕虜交換で釈放され、ワシントンが指揮した12月のトレントンの戦いに間に合った。この戦いではサリバンの部隊がトレントンの北にあるアッサンピンク・クリークに架かる重要な橋を確保した。このことでドイツ人傭兵部隊の逃げ道を塞ぎ、多くの捕虜を捕らえることに成功した。この時サリバンが採った進路は、現在サリバン・ウェイと呼ばれる主要道路になっている。1777年1月のプリンストンの戦いでも、サリバンは活躍した。
8月にスタテンアイランドを再度取ろうとした作戦で失敗し、また大陸会議がサリバンの落ち度を指摘することになったが、審問で無罪となった。これに続いてブランディワインの戦い、ジャーマンタウンの戦いで大陸軍が敗れた。イギリス軍のフィラデルフィア占領によって、大陸会議のイライラが募ったが、ワシントンが唯一大陸軍をまとめていく存在だったので、また鉾先がサリバンに向けられた。1778年早くに、サリバンはロードアイランドの重要でもないポストを割り当てられ、8月に起こったロードアイランドの戦いで失敗した。
1779年の夏、サリバンはニューヨーク西部のイロコイ族インディアンに対する大規模作戦であるサリバン遠征隊を率いた。この遠征では、現在のイサカ の南西にあるコレオルゴネルというかなり大きなカユーガ族集落を破壊し、虐殺を指揮した。
サリバンは部隊兵士にかなり過酷な行動を強いたので、馬が使えなくなってしまい殺すことになった。このことが現在のホースヘッドという地名の謂われとなった。大陸会議の反応はサリバンが考えた以上に手ぬるいものであった。疲れ果てたうえに、またしても大陸会議の否定的な反応にあって、サリバンは1779年に退役し、ニューハンプシャーに戻った。

## 戦後
家に戻ったサリバンは英雄になった。ニューハンプシャーでは1780年に再びサリバンを大陸会議代議員に復帰させた。1781年、サリバンは大陸会議のためにフランスの牧師から金を借りたが、このことで大陸会議はサリバンを外国の諜報員として告訴した。サリバンは8月に代議員を辞任した。
再び故郷に戻ると、サリバンは1782年に州の検事総長に任命され1786年まで務めた。この間に州議会議員にも選ばれ、議長を務めた。サリバンはアメリカ合衆国憲法の批准でもニューハンプシャーを指導し、1788年6月21日に批准となった。サリバンは1786年にニューハンプシャー州知事に選ばれ、続いて1787年、1789年にも選ばれた。
新しい連邦政府が創られるとワシントンは1789年にニューハンプシャー地方裁判所の連邦判事にサリバンを指名した。1792年以降、サリバンは健康を損ね（飲酒のせいでもある）執務に携われないことも多かったが、死ぬまでその職にあった。最後の数年間は病気と闘い、1795年1月23日にダーラムの自家で死去した。54歳。遺体は自家の墓地に葬られた。

## サリバンの名前に因む地名
- ニューヨーク州　サリバン郡
- ペンシルベニア州　サリバン郡
- ニューハンプシャー州　サリバン郡
- テネシー州　サリバン郡
- ミズーリ州　サリバン郡
- ニューヨーク市　サリバン通り